# Kurukula

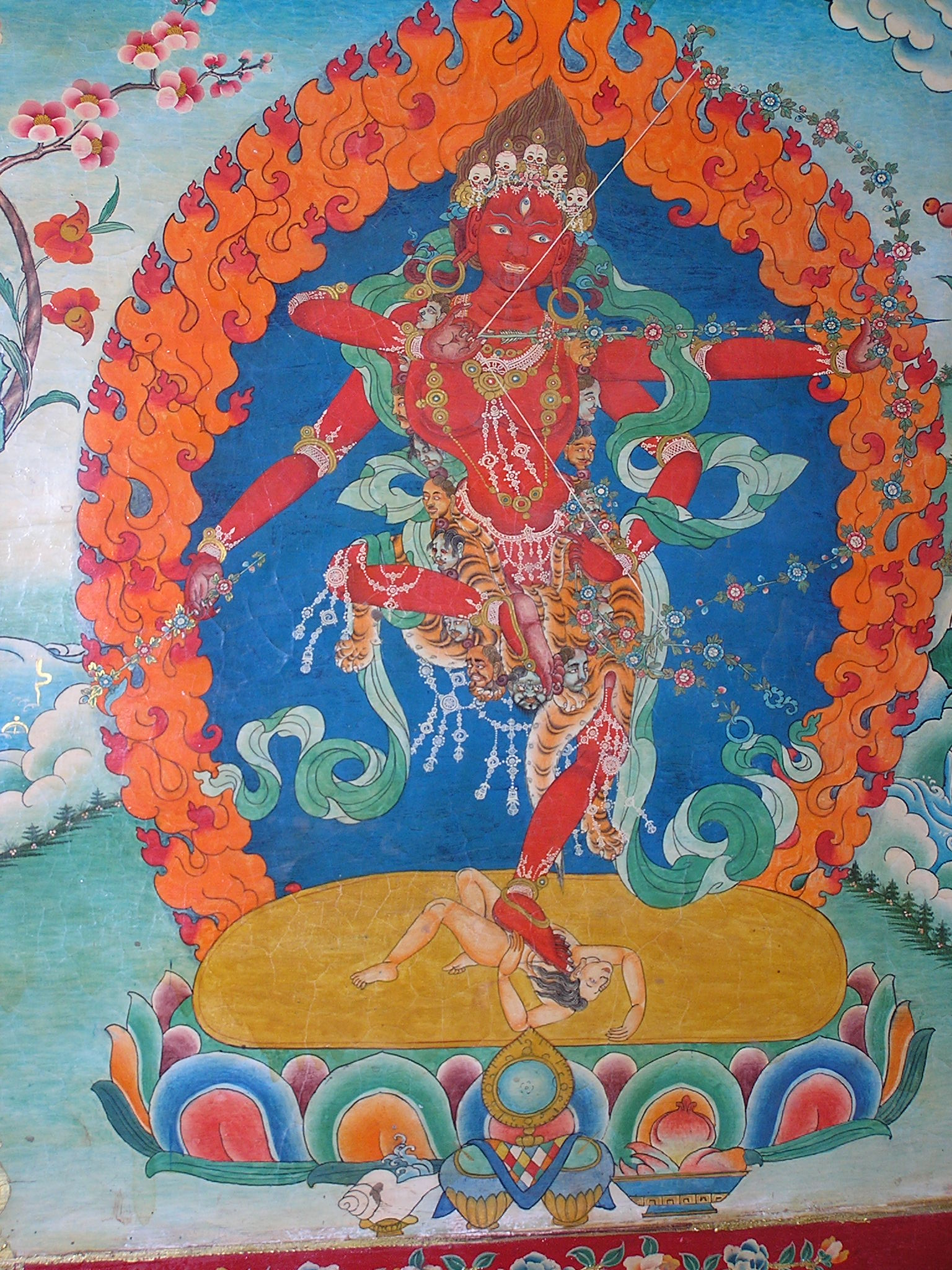
Kurukula como Tara Roja en una representación tibetana

Kurukula (en Tibetano: ཀུ་རུ་ཀུ་ལླེ་, o también: རིག་བྱེད་མ་; Wylie: rig byed ma; Kurukullā en su transliteración inglesa) es una deidad budista femenina (dakini) que dentro del vajrayāna es asimilada a Tārā roja, por lo que también cumple la función de deidad meditacional o yidam, manifestación de Avalokitesvara.
Es invocada para subyugar enemigos y atraer amores.
Usualmente se la representa como una deidad de aspecto feroz, de color rojo, y dos pares de brazos disparando un arco florido hacia su izquierda. Con su pierna izquierda pisa una persona.

## Origen
Se encuentran referencias a Kurukula tanto en las religiones shivaistas como budistas, con tanta cercanía en el tiempo y coincidencias en las funciones, que es difícil determinar cual de las dos religiones influenció a la otra al punto de integrar a la deidad. No obstante, el origen hindú de la deidad parece ser lo más probable.

### En el hinduismo
Existen referencias a una deidad Kurukula en el texto médico Haramekhalā, escrito por Mahuka y cuya antigüedad se ha establecido hacia el siglo IX d. C., en el cual cita a la deidad femenina con el poder de mantener alejadas a las serpientes de la casa. Dicha capacidad mágica de dominio sobre las serpientes vuelve a citarse en el Saṃhitāsāra, de Śaṅkuka, obra contemporánea del Haramekhalā, en donde a través de encantamientos realizados por medio del mantra Kurukula y un yantra es posible repeler a estos reptiles y mantener alejados a los nagas, también de naturaleza serpentina.
En un comentario del texto médico Suśruta saṃhitā, realizado en el siglo XII por Dalhana, se cita el mantra Kurukula entre aquellos medios eficientes para dejar sin efectos a los venenos.
En la tradición del Shri Vidya, Kurukula aparece como una de las manifestaciones de Kali, en donde se invoca para realización de la magia del amor. Con esta misma función se le cita en el capítulo XXII del Tantrarāja Tantra, así como la capacidad de controlar a otras personas y animales, al tiempo que insiste también en sus capacidades contra serpientes y venenos.

### En el budismo
También en la tradición budista, especialmente en el tantrismo, se encuentran referencias bastante antiguas a esta deidad. En el Hevajra Tantra, cuya datación oscila hacia finales del siglo VIII y principios del siglo X, se describe a esta diosa roja y se cita su mantra, al que se atribuye la capacidad mágica de dominio sobre los seres: 

«Solamente por meditar sobre ella uno puede subyugar a los tres mundos. Por 100 mil recitaciones de su mantra uno logra reducir a reyes; por 10 mil a la gente; por 10 millones, el ganado y a los yaksas; por 700 mil a los titanes; por 200 mil a los dioses; y a los yoguis por 100.»
 Hevajra Tantra I, XI, 12

Una de las fuentes más importantes del culto budista a Kurukula es el texto «Manual de la práctica de la noble Tara Kurukula» (Kurukullākalpa), en este tratado se replican la funciones de la diosa como subyugadora de dioses, personas y animales, remedio contra el veneno de serpientes y fuente de magia del amor, sin embargo, se le agrega una función espiritual más acorde a los fundamentos del budismo como vencedora de obstáculos para la consecución de la iluminación y el triunfo del Dharma.

Esto ganarán aquellos que practiquen el mantra [Kurukula]:
[...]
Aquellos que obtengan placer en matar a seres sintientes
no tendrán éxito en esta disciplina.
Aquellos que se deleitan en las diez virtudes
y poseen una mente unificada en su devoción al Gran Vehículo,
ellos, de acuerdo con las palabras del Vajradharma
experimentarán la realización suprema.

Kurukullākalpa, I, 25 y 35.

## Iconografía
Es posible distinguir dos estilos en las representaciones de Kurukula: uno con simbolismo tántrico y el otro con rasgos del mahayana. El primero destaca por representar a la diosa bailando y en el segundo, sentada en posición de loto.
En las imágenes de estilo tántrico, se le representa como una mujer voluptuosa de piel roja, color relacionado con la pasión dentro de las culturas de la India. Se le representa de pie, danzando en la postura de medio vajra (medio diamante), con la pierna izquierda extendida o con una ligera flexión y la derecha flexionada totalmente con la punta del pie apoyada sobre el muslo opuesto. Con la pierna extendida pisa un cadáver, en representación de la aniquilación del ego.

## Mantra

Mantra kurukula en lanydza, tibetano, devanagari y en alfabeto latino.

El mantra de la diosa Kurukula se encuentra atestiguado en las fuentes más antiguas tanto hindúes como budistas, casi siempre con la misma estructura Oṁ Kurukulle Hrīḥ Svāhā (en tibetano: ༀ་ཀུ་རུ་ཀུ་ལླེ་ཧྲཱིཿསྭཱ་ཧཱ). Se le han atribuido capacidades de protección contra serpientes y nagas; subyugación de personas, demonios y dioses; y atracción del ser amado; sin embargo, también se le atribuye el vencimiento de cualquier obstáculo material o espiritual, por lo que se pronuncia al inicio .de proyectos como la construcción de templos.